# Roland Juhász
Roland Juhász (Cegléd, 1. srpnja 1983.) umiovljeni je mađarski nogometaš i bivši reprezentativac mađarske nogometne reprezentacije. Profesionalnu karijeru je započeo u 1999. godini u MTK Budapestu. Nakon četiri godine je postao prvak Mađarske. Zatim ga je belgijski RSC Anderlecht potpisao u kolovozu 2005. godine. Debitirao je za Anderlecht protiv Chelseaja u Ligi prvaka na Stamford Bridgeu u rujnu 2005. godine. S Anderlechtom je četiri puta osvojio belgijsku ligu. Mađarski nogometni savez je za 2009. godinu Juhászu dodijelio nagradu za najboljeg mađarskog nogometaša te godine. Mađar je u 2012. produžio svoj ugovor s Anderlechtom do 2014. godine. Početkom 2013. godine je Juhász posuđen mađarskom FC Videotonu. U srpnju iste godine Mađar je potpisao za Videoton bez odštete. Za mađarsku nogometnu reprezentaciju je debitirao u 2004. godini i skupio je preko 90 nastupa za Nemzeti Tizenegy. Mađarski nogometni izbornik objavio je u svibnju 2016. popis za nastup na Europskom prvenstvu u Francuskoj, na kojem je se nalazio Juhász. Juhász je odigrao svoju prvu utakmicu na Europskom prvenstvu u drugom dvoboju u skupini F protiv Islanda. U zadnjem susretu protiv Portugala u grupnoj fazi je Juhász bio uvršten u udarnoj postavi. Uz žutog kartona u 23. minuti je mađarski branič odigrao cijeli susret. Nakon svoje zadnje utakmice s Mađarskom u osmini finala u 4:0 porazu protiv Belgije, Juhász je se oprostio od mađarske reprezentacije.